# Henry Somerset, 1:e hertig av Beaufort
Henry Somerset, 1:e hertig av Beaufort, född 1629, död den 21 januari 1700, var en engelsk ädling. 

## Biografi
Henry Somerset var son till Edward Somerset, 2:e markis av Worcester. Somerset var ättling till kung Edvard III av England genom John Beaufort, son till John av Gaunt. Före 1667 var han känd som lord Herbert, detta år efterträdde han sin far som 3:e markis av Worcester. År 1672 blev han riddare av Strumpebandsorden.
Han utnämndes till hertig av Beaufort av kung Karl II av England 1682, som tack för trogen och utmärkt tjänst hos kungen sedan 1660, men också på grund av sin härstamning från Edvard III av England. Vid den så kallade ärorika revolutionen 1689 vägrade han svära eden till Vilhelm III av England och drog sig tillbaka till sina egendomar.
År 1657 gifte han sig med Mary Capell, änka efter Henry Seymour, lord Beauchamp och fick flera barn, däribland Charles Somerset, markis av Worcester (1660–1698).